# 大连西站 (小岗子)
大连西站是曾经位于辽宁省大连市西岗区日新街道的一个铁路车站，有原长大铁路（现属沈大铁路）经过，距离沈阳站394公里，距离大连站3公里。车站建于1927年11月，原名小岗子站，“小岗子”是日本旅大殖民当局于1919年划定的华人聚居区。1962年6月1日车站更名为大连西站，1981年起新建集装箱货场:76,62。车站隶属沈阳铁路局管辖，原为二等站，为原大连铁路枢纽主要货运站之一，2003年撤销并拆除，原有的集装箱站场已于2008年改建为沈铁·龙畔锦城小区。

## 事故
1979年2月15日车站发生重大火灾事故，烧毁各种物资51车，货车大破2辆、小破1辆，救火中死亡1人、重伤3人、轻伤13人:60。